# Мьоша
Мьоша (на руски: Мёша; на татарски: Мишә) е река в Република Татарстан на Русия, десен приток на Кама (ляв приток на Волга). Дължина 204 km. Площ на водосборния басейн 4180 km².
Река Мьоша води началото си от ниски възвишения, на 185 m н.в., на 3 km североизточно от село Шепшенар, в северната част на Република Татарстан. Тече основно в югозападна посока през хълмиста равнина, като силно меандрира. В миналото е била последният десен приток на река Кама, а сега се влива в Камския залив на Куйбишевското водохранилище, на 46 m н.в., на 3 km североизточно от село Дятлово, в западната част на Република Татарстан. Основен приток река Малая Мьоша (48 km, десен). Има смесено подхранване с преобладаване на снежното (70%) с ясно изразено пролетно пълноводие. Среден годишен отток на 18 km от устието 17,4 m³/s. Замръзва през ноември или декември, а се размразява през април. По течението ѝ са разположени множество селски населени места, в т.ч. районният център село Пестреци.